# サンジュ峠

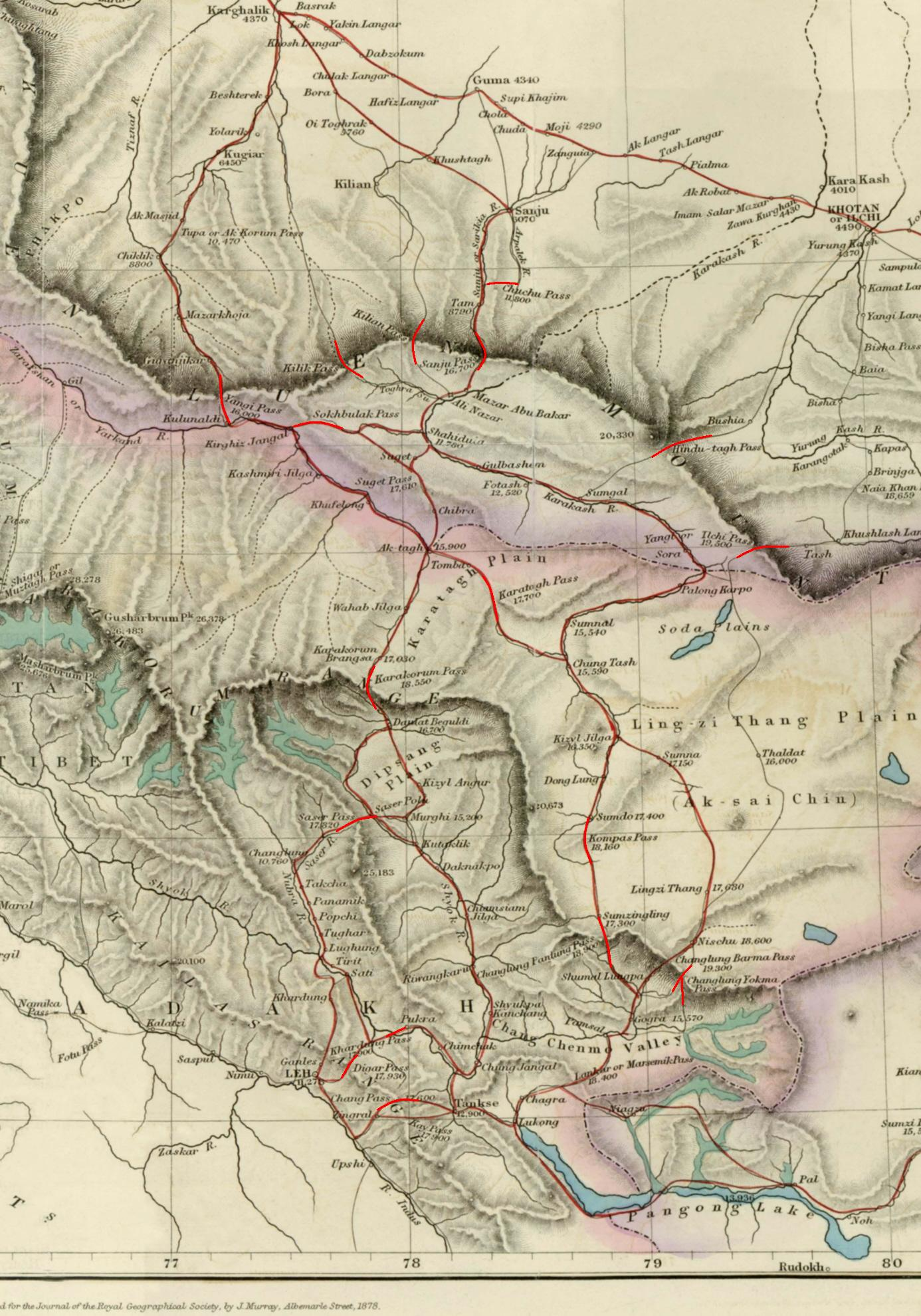
古地図（1873年）に、サンジュ峠やヒンドゥータシュ峠超えで、タリム盆地からカラカシュ川へ至る道を見る

サンジュ峠（サンジュとうげ、英語: Sanju Pass、中国語: 桑株达坂）は、中華人民共和国新疆ウイグル自治区ホータン地区グマ県、崑崙山脈の標高5,364メートルにある歴史的な峠である。
古来、ラダックとタリム盆地を結ぶ最も一般的な夏のキャラバン・ルートの最後の難所であった。近年では、地元の人々が利用するほか、中国人トレッカーのトレッキングルートにもなっている。2020年代初頭には、こうしたロードトリッパーのために、未舗装の自動車観光ルートが開通した。

## 参照項目
- 崑崙山脈
- ヒンドゥータシュ峠